# Lyle Mays
Lyle Mays (Wausaukee, Wisconsin, 27 de noviembre de 1953-Los Ángeles, California, 10 de febrero de 2020) fue un pianista de jazz y compositor estadounidense, más conocido por ser miembro del exitoso Pat Metheny Group del que fue cofundador, junto con el guitarrista y líder del grupo Pat Metheny, en 1977. Junto con Metheny, Mays fue el 
cocompositor y arreglista de casi todos los trabajos del grupo y fue galardonado en once ocasiones con el premio Grammy.
Fallecido en Los Ángeles a los sesenta y seis años el 10 de febrero de 2020, tras padecer una larga enfermedad.

## Discografía selecta
Solista
- Lyle Mays (1986, Geffen)
- Street Dreams (1988, Geffen)
- Fictionary (1993, Geffen)
- Solo: Improvisations for Expanded Piano (2000, Warner Bros.)

Pat Metheny and Lyle Mays
- Watercolors (1977, ECM)
- As Falls Wichita, So Falls Wichita Falls (1981, ECM)

Pat Metheny Group
- Pat Metheny Group (1978, ECM)
- American Garage (1979, ECM)
- Offramp (1982, ECM)
- Travels (1983, ECM)
- First Circle (1984, ECM)
- The Falcon and the Snowman, film soundtrack (1985, EMI)
- Still Life (Talking) (1987, Geffen)
- Letter from Home (1989, Geffen)
- The Road to You (1993, Geffen)
- We Live Here (1995, Geffen)
- Quartet (1996, Geffen)
- Imaginary Day (1997, Warner Bros.)
- Speaking of Now (2002, Warner Bros.)
- The Way Up (2005, Nonesuch)

Pat Metheny
- Secret Story (1992, Geffen)